# USA-195
USA-195 (WGS SV-1 или WGS-1) — американский геостационарный военный коммуникационный спутник серии WGS (сокр. от англ. Wideband Global SATCOM).

## Конструкция
Космический аппарат WGS-1 разработан компанией Boeing на основе спутниковой платформы BSS-702HP.
Коммуникационная полезная нагрузка каждой платформы WGS формирует перенацеливаемые широкополосные точечные лучи X- и Ka-диапазонов с возможностью переключения сигналов с одного диапазона на другой. X-диапазон позволяет системе WGS ретранслировать данные, фотографии и видеозаписи войскам на поле боя. Благодаря Ka-диапазону аппараты WGS обеспечивают высокую пропускную способность вещания на пользовательские терминалы в пределах зоны приёма.

## Предназначение
Система WGS позволяет Пентагону с высокой скоростью передавать данные между кораблями, самолётами и наземными войсками, проводить видеоконференции в защищённом режиме, а также получать информацию о погоде. Услугами этих спутников пользуются также Белый дом, госдепартамент и некоторые союзники США.
Для замены системы DSCS (англ. Defense Satellite Communication System – оборонная система спутниковой связи) Пентагон планирует вывести на орбиту как минимум десять аппаратов WGS. Мощность каждого спутника WGS превосходит КА DSCS в десять раз, что позволяет пользователям обрабатывать и принимать данные гораздо быстрее.
По неофициальной информации стоимость WGS-1 составила 350 млн. долларов.

## Запуск
Спутник WGS-1 запущен компанией United Launch Alliance 11 октября 2007 года с космодрома на мысе Канаверал при помощи ракеты-носителя Атлас-5.